# すべては「裸になる」から始まって
『すべては「裸になる」から始まって』（すべてははだかになるからはじまって）は、2007年発売の森下くるみによる自伝的小説。およびこれを原作とした2012年公開の日本映画。レイティングR-18指定映画。

## 解説
2007年に発表された元AV女優・森下くるみの自伝的小説を、元AKB48の成田梨紗の主演で映画化した作品。映画初主演となる成田が森下役を体当たりで演じ、「仮面ライダー剣」の椿隆之、漫画家の江川達也らが共演する。監督は「ADULT 24歳の恋」の中町サク。

## あらすじ
秋田から上京した森下は18歳でAV女優としてデビューし、たちまちAVクイーンと呼ばれるほどの人気を博す。10年間の活動を経てAVを引退し、自伝本を出版すると、今度は映画化の話が舞い込む。脚本作りの過程で当時を振り返る森下だったが、AV女優という職業に対する偏見などから、脚本の内容は思わぬ方向に進んでいく。そんな中、森下は憎んでいた父親と上京以来初めて再会するのだが……。

## キャスト
- 成田梨紗 - 森下くるみ 役
- 椿隆之 - 森下くるみの彼氏 役
- 岡田理江 - 映画プロデューサー 役
- 駿河太郎 - 映画監督 役
- 聡太郎
- 大塚麻恵
- 西条美咲
- 江川達也
- 中丸新将

- イーリア - 主題歌　「生まれたての空」

## スタッフ
- 原作 - 森下くるみ
- 企画・脚本・監督・プロデューサー - 中町サク
- 企画・配給・宣伝 - Bananafish